# 希臘—伊比利亞字母

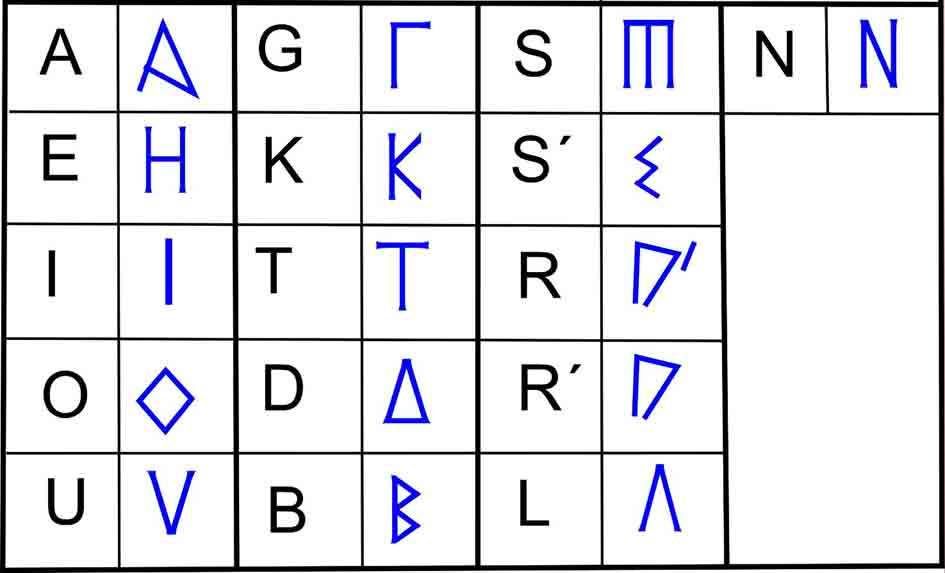
希臘—伊比利亞字母

希臘—伊比利亞字母用作拼寫伊比利亞語（Iberian language），採用希臘字母變異體之一的愛奧尼亞字母（Ionic Greek），書寫方向是從左至右。希臘—伊比利亞字母有16個字母︰5個元音、1個鼻音、1個邊音、2個擦音、3個濁塞音（唇音、齒音和軟齶音）和2個清塞音（齒音和軟齶音）。
希臘—伊比利亞字母與希臘字母不同之處︰
- 以多加一劃的Ρ字母來表示第二個捲舌音
- 以Η代替Ε來代表 e
- 以Ͳ來表示第二個擦音

## 外部連結
- The Greek-Iberian writing- Jesús Rodríguez Ramos
- Detailed map of the Pre-Roman Peoples of Iberia (around 200 BC)